# Talieni metró
A Talieni metró (egyszerűsített kínai írással: 大连地铁, hagyományos kínai írással: 大連地鐵, pinjin: Dàlián Gǔidào Jiāotōng) Kínában található Talien városban és vonzáskörzetében. A metróhálózat hossza 2024 áprilisában 213,26 km, a metróvonalak száma 6 és az állomások száma 107 volt. Az első vonal 2003. május 1-én nyílt meg.

## Forgalom
Az utasforgalom az elmúlt években az alábbi módon változott:
| 2017 | 157 200 000 |
| 2019 | 203 940 000 |